# Onchidella celtica
Thalassolimace de Cuvier
Espèce
La Thalassolimace de Cuvier (Onchidella celtica) est une espèce de petits mollusques gastéropodes, pulmonés (à respiration partiellement aérienne) vivant dans la zone de balancement des marées.
Classée dans les pulmonés, cette espèce est en quelque sorte une « limace de mer », mais elle diffère par bien des caractères des limaces terrestres et sa position systématique précise est discutée.

## Dénominations
- Nom scientifique valide : Onchidella celtica (Cuvier, 1817)[1],
- Nom normalisé : Thalassolimace de Cuvier, depuis 2010[2],
- Autres noms vulgaires (vulgarisation scientifique) : Limace celtique[1].

## Description
Le corps gris foncé à noir, allongé (environ 12 × 6 mm), ovoïde, dépourvu de coquille est recouvert par le manteau hérissé de nombreux tubercules arrondis. L’animal repose sur le sol par son pied qui occupe la plus grande partie de sa longueur et constitue l’organe locomoteur permettant la reptation. Le pied est séparé du manteau par un sillon dit palléal.
La tête, susceptible d’être recouverte par le manteau, est située à l’avant, elle porte deux tentacules rétractiles munis chacun d’un œil à son extrémité, bien visibles lorsque l’animal est en déplacement. La bouche est ventrale, elle est pourvue d’une radula, munie de nombreuses dents (une soixantaine de rangées de 80 à 90 dents chacune) qui, venant s’appliquer contre un épaississement chitineux faisant office de mâchoire, permet de prélever la nourriture en raclant la surface des rochers ou des organismes présents à leur surface (moules, balanes, etc.).
Le tube digestif débouche à l’arrière du corps dans une cavité où aboutissent le canal excréteur et  l’oviducte. Cette cavité est l’homologue de la cavité palléale des mollusques prosobranches, elle s’ouvre à l’extérieur par un orifice parfois appelé, improprement, « anus ».
En arrière de cet orifice et légèrement à droite par rapport au plan médian,  se trouve une seconde ouverture, le pneumostome,  par lequel  l’air entre et sort du poumon. Le poumon permet à l’animal de respirer lorsque la mer se retire et qu’il est exposé à l’air. Lorsque l’animal est immergé, le pneumostome se ferme et c’est toute la surface du manteau, richement irrigué, qui assure la fonction respiratoire.
Le pourtour du manteau est pourvu de papilles d’où exsude un liquide blanc lorsque l’Onchidella est  irrité. Ce liquide aurait un effet répulsif sur les prédateurs de l’animal.

## Reproduction
Onchidella celtica est hermaphrodite ; il possède une seule glande génitale qui produit à la fois des spermatozoïdes et des ovules (les jeunes animaux ne produisent que des spermatozoïdes). Les orifices génitaux sont cependant bien séparés. L’orifice femelle se trouve au voisinage de l’anus dans la cavité postérieure du corps. Le conduit génital mâle passe à proximité de ces orifices mais se poursuit vers l’avant le long de la jonction pied-manteau, à droite du corps, jusqu’à l’orifice mâle qui est situé à droite de la bouche, en arrière du tentacule droit, où se trouve également le pénis. Lors de l’accouplement deux individus s’accolent par toute la longueur de leur côté droit et échangent leurs spermatozoïdes. La ponte intervient de juillet à septembre. Elle est déposée dans les crevasses habitées par les adultes et a la forme d’un cordon d’œufs (60 à 100) enrobés dans une masse gélatineuse aplatie large d’environ un centimètre. L’éclosion a lieu dans le courant de l’automne, jusqu’en janvier.
Dans leur capsule les embryons passent par un stade véligère,  semblable à celui de certains gastéropodes prosobranches et pourvu d’une petite coquille translucide. Mais cette véligère subit une métamorphose avant l’éclosion : elle perd sa coquille et sa masse viscérale saillante. Sa cavité palléale migre de l’avant à l’arrière de l’animal qui, à l’éclosion (longueur environ 1 mm), apparaît symétrique et très semblable à l’adulte.
L’on ne rencontre pas de juvéniles de taille inférieure à 2.6 mm en même temps que les adultes, et que l’on ignore où vivent ces très petits individus. Y aurait-il une phase de dispersion au cours de cette période de leur vie, et l'espèce serait-elle en expansion ?

## Habitat et mœurs

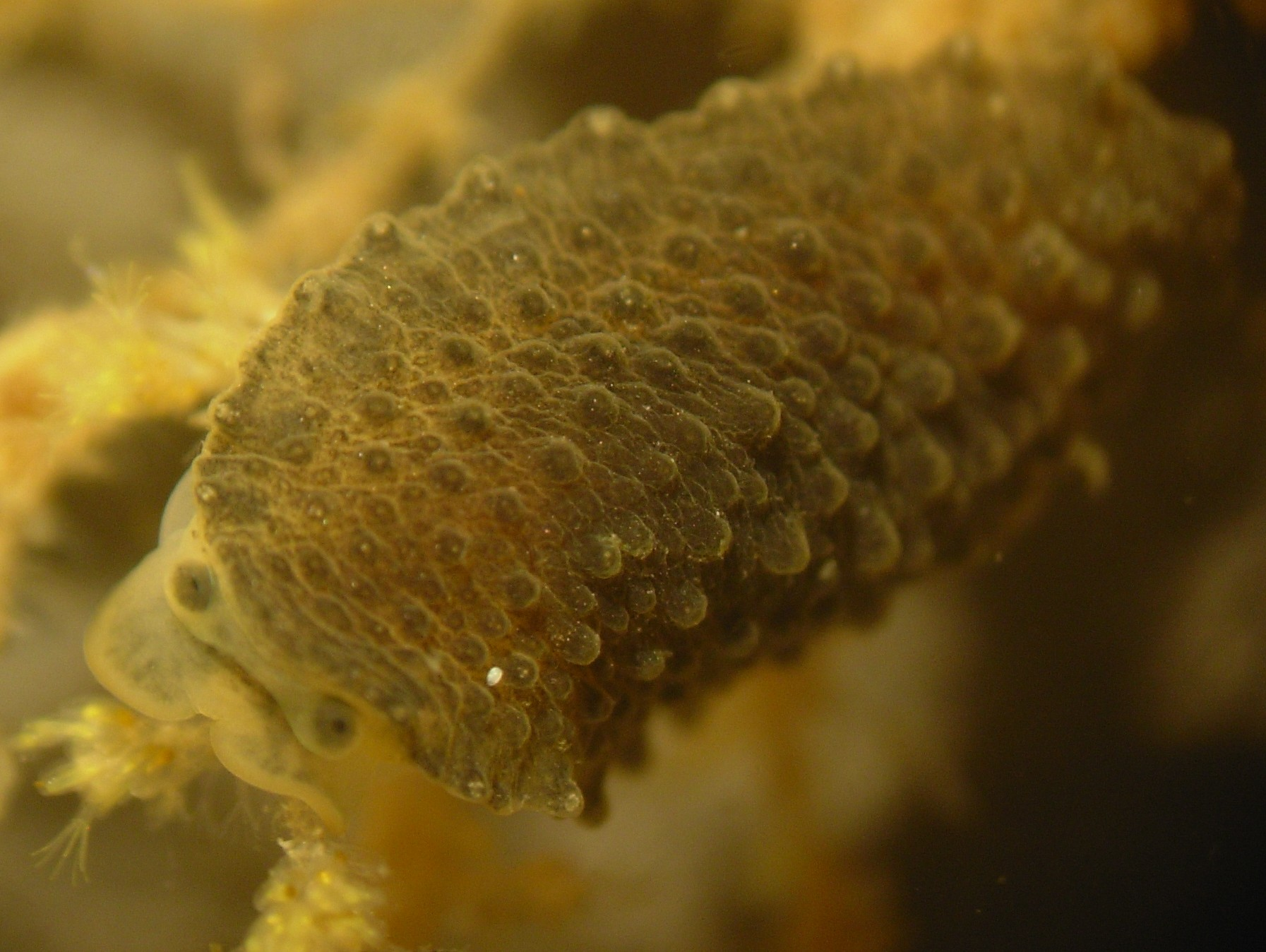
Onchidella celtica, vue de la tête et du manteau. Les glandes à sécrétion répulsive blanche apparaissent sur les papilles marginales du manteau

Onchidella se rencontre sur les côtes rocheuses, depuis la partie haute (niveau des Pelvetia canaliculata) jusqu’au niveau des Fucus serratus inclus. La densité de la population irait en croissant vers le bas de l’estran (25-50 individus par mètre carré dans les Pelvetia, jusqu’à 250 à 500 individus par mètre carré dans les Fucus serratus, dans une population qui paraît exceptionnellement dense).
L’animal vit en groupes plus ou moins importants (3-60 individus) dans les fissures, les  cavités naturelles ou les interstices entre les moules ou les balanes. Il en sort à basse mer, principalement au cours des journées où le ciel est couvert, et va récolter sa nourriture à quelques décimètres de son refuge. Cette nourriture se compose essentiellement de diatomées, de petites algues filamenteuses, de parties d’éponges, de foraminifères, etc. grattés à la surface de divers supports.
Sur la côte atlantique Onchidella hiberne, à l’intérieur de ses refuges, durant la période froide de l’année, de novembre à mars, et ne peut alors s’observer qu’exceptionnellement.

## Répartition

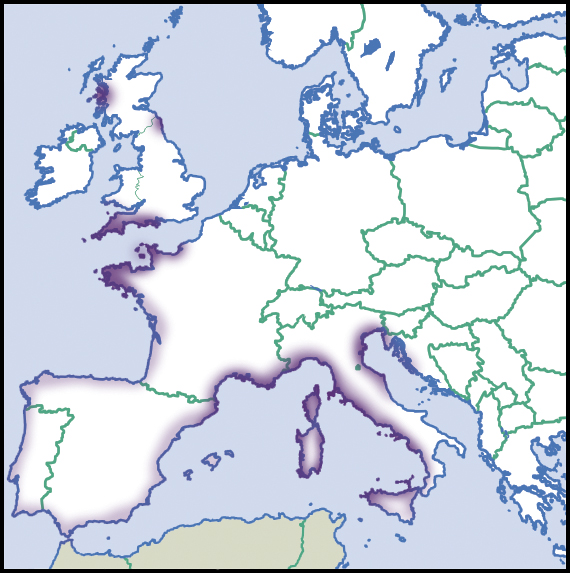
Carte de l'aire de répartition dOnchidella celtica.

Onchidella celtica est une espèce à répartition discontinue, présente en Écosse, en Cornouailles britannique, dans le îles Anglo-Normandes  en plusieurs points de la côte bretonne : entrée de la Rance, baie de Saint-Brieuc,  Roscoff, Quiberon, rade de Brest jusqu’aux Açores et la Méditerranée. Toute nouvelle localisation  de cette espèce discrète mérite d’être signalée.
Du fait de l’absence d’une phase larvaire pélagique susceptible d’assurer la dispersion, ses populations peuvent logiquement être considérées comme fragiles et méritent protection. La question du comportement des juvéniles juste après l’éclosion reste cependant à élucider.